# Hudong–Zhonghua Shipbuilding
Hudong–Zhonghua Shipbuilding — дочірня компанія China State Shipbuilding Corporation (CSSC). Виробляє цивільні та військові кораблі. Hudong–Zhonghua стверджує, що є «колискою китайських фрегатів і десантних кораблів» за свою роботу для ВМС Народно-визвольної армії.

## Історія

Нове розташування верфі Hudong–Zhonghua Shipyard на острові Чансіндао

Hudong–Zhonghua Shipbuilding було утворено шляхом злиття Hudong Shipbuilding Group і верфі Zhonghua.
Компанія Hudong-Zhonghua побудувала Dapeng Sun, перший збудований у Китаї газовоз за US$160 мільйон. Доставка була із запізненням на чотири місяці та відбулася у квітні 2008 року.
У 2005 році було оголошено, що Hudong-Zhonghua має намір інвестувати 1 мільярд у спільне підприємство з České loděnice (чеська верф) у Дечіні. České loděnice уникли краху, об'єднавшись із VEKA Group у 2011 році. У липні 2001 року 5000-тонний козловий кран звалився на Hudong Shipbuilding Group під час монтажу, убивши 36 робітників і поранивши ще вісім. Це був перший портальний кран, розроблений і виготовлений у Китаї.
У травні 2008 року два 600-тонних козлових крани впали під час підйому, убивши трьох і поранивши ще двох.
У вересні 2017 року компанія Hudong-Zhonghua уклала контракт на будівництво п'яти з дев'яти 23 000 TEU. Jacques SaadéJacques Saadé контейнеровози. На той час ці кораблі були найбільшими у світі контейнеровозами, що працюють на зрідженому природному газі, довжиною 400 метрів і шириною 61 метр. Перший, CMA CGM Jacques Saadé, був доставлений 22 вересня 2020 року доставка очікувалася в листопаді 2019 року, але була відкладена на 10 місяців. До 2021 року всі п'ять кораблів, замовлених Hudong-Zhonghua, були поставлені.
У 2019 році Hudong-Zhonghua виграла контракт на чотири судна місткістю 23 000 TEU від тайванської судноплавної компанії Evergreen після успішної доставки чотирьох суден місткістю 2500 TEU тій же компанії раніше. Представник материнської компанії Hudong-Zhonghua China State Shipbuilding Corporation сказав, що «це показало, що великі лінійні оператори схвалили проєкт суднобудівника та будівництво надвеликих контейнеровозів».
У 2020 році компанія Hudong-Zhonghua виграла контракт на 3 мільярди доларів США на поставку 16 СПГ танкерів компанії QatarEnergy. Тендер був частиною плану QatarEnergy, найбільшого у світі виробника СПГ, спрямованого на підтримку очікуваного збільшення виробництва СПГ і потенційно включатиме до 100 нових газовозів.

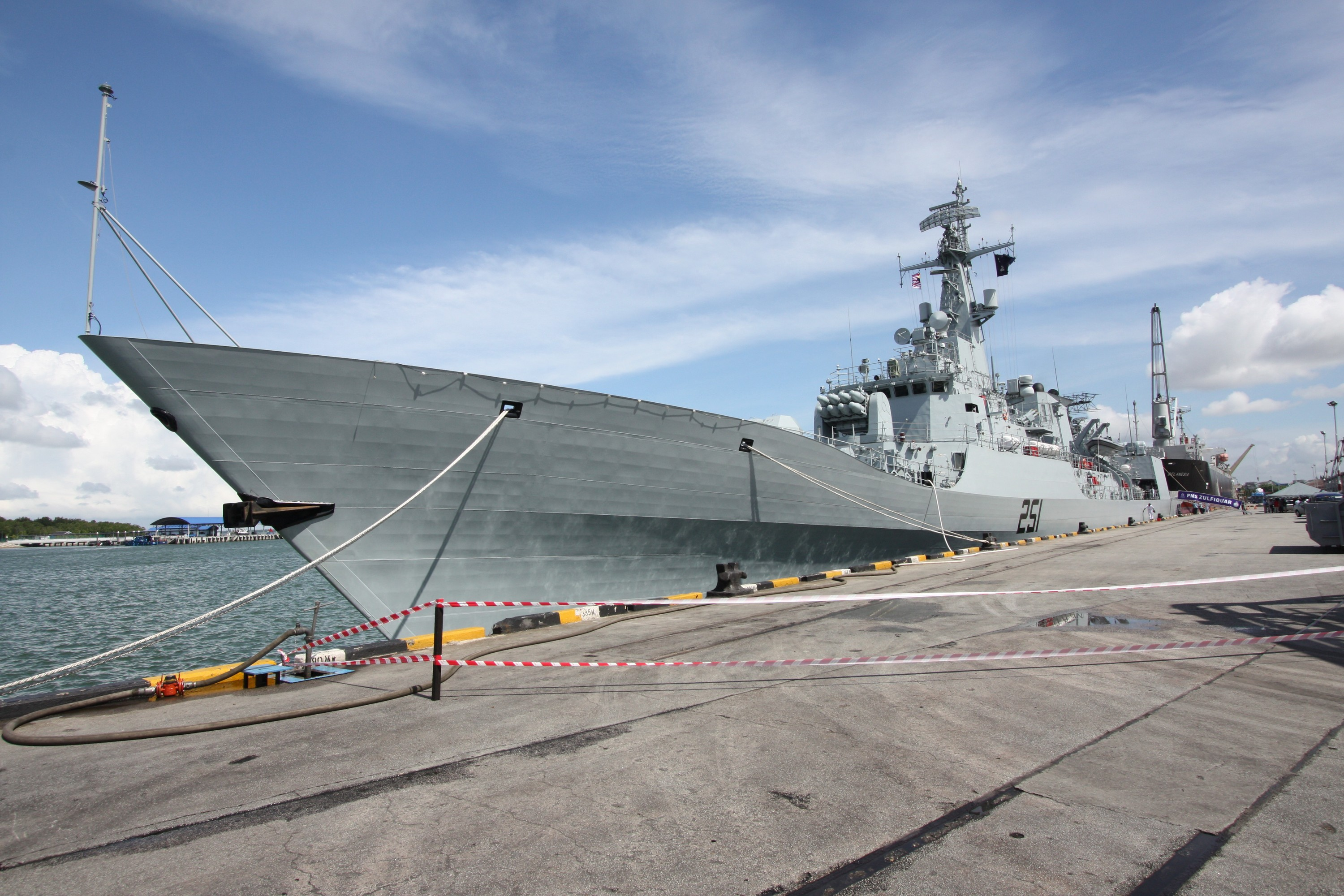
Фрегат F-22P, побудований Hudong-Zhonghua для ВМС Пакистану

У січні 2021 року повідомлялося, що верф Hudong-Zhonghua переміститься на острів Чансін, поруч із суднобудівним заводом Jiangnan Shipyard. Будівництво двору розпочато у січні 2021 року. Очікується, що перший із двох етапів буде завершено у 2023 році за CN¥8 мільярд. Очікується, що загальна вартість становитиме CN¥18 мільярд.
У червні 2021 року Evergreen уклала контракт з компанією Hudong–Zhonghua Shipbuilding на пару кораблів Evergreen A-класу місткістю 24 000 TEU, які стануть найбільшими у світі контейнеровозами TEU, поставка яких очікується наприкінці 2023 — початку 2024 року. За оцінками, кораблі коштували 180 мільйонів доларів кожен. У березні 2022 року було замовлено ще 3 кораблі такого класу.

## Інциденти з газовозами
Ранні газовози китайського виробництва мали проблеми з надійністю. Dapeng Sun пройшов тривалий ремонт у Сінгапурі через 14 місяців після доставки. У червні 2018 року біля Папуа-Нової Гвінеї у газовоза «CESI Gladstone», доставленого Hudong-Zhonghua у жовтні 2016 року, виникла поломка силової установки.